# Ла-Шапель-о-Сен
Ла-Шапе́ль-о-Сен (фр. La Chapelle-aux-Saints, окс. La Chapela daus Sents) — коммуна во Франции, находится в регионе Лимузен. Департамент — Коррез. Входит в состав кантона Больё-сюр-Дордонь. Округ коммуны — Брив-ла-Гайярд.
Код INSEE коммуны — 19044.
Коммуна расположена приблизительно в 440 км к югу от Парижа, в 105 км южнее Лиможа, в 32 км к югу от Тюля.

## Население
Население коммуны на 2008 год составляло 206 человек.
| 1962 | 1968 | 1975 | 1982 | 1990 | 1999 | 2008 |
| ---- | ---- | ---- | ---- | ---- | ---- | ---- |
| 206  | 221  | 217  | 206  | 179  | 164  | 206  |

## Экономика

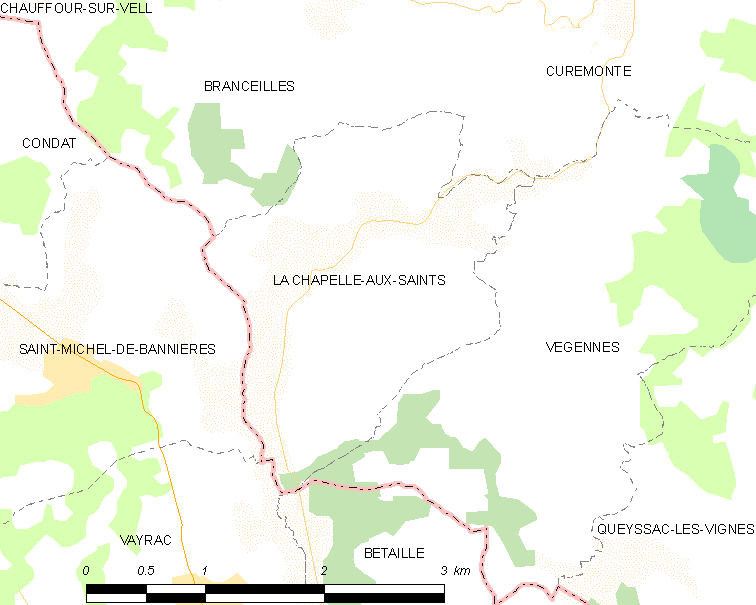
Карта коммуны

В 2007 году среди 120 человек в трудоспособном возрасте (15—64 лет) 93 были экономически активными, 27 — неактивными (показатель активности — 77,5 %, в 1999 году было 58,2 %). Из 93 активных работали 86 человек (47 мужчин и 39 женщин), безработных было 7 (3 мужчин и 4 женщины). Среди 27 неактивных 4 человека были учениками или студентами, 14 — пенсионерами, 9 были неактивными по другим причинам.

## Достопримечательности

Реконструкция захоронения в Ля-Шапель-о-Сен (Дарвиновский музей)

- Пещера Буфия-Бонневаль (Bouffia Bonneval), где 3 августа 1908 года найдено захоронение неандертальца Ла-Шапель-о-Сен 1[3] возрастом 55—60 тысяч лет[4][5]. Учёные из Цюрихского университета предполагает, что причиной деформаций скелета неандертальца был бруцеллёз[6]. В 2013 году в ходе раскопок в гроте Буффия археологам удалось обнаружить кости ещё трёх неандертальцев[7]. Памятник истории с 1981 года[8]